# Liste des distinctions d'Ellen DeGeneres
Cette page contient les récompenses et nominations de l'humoriste, animatrice de télévision Ellen DeGeneres durant sa carrière.
| Ellen DeGeneres lors de la réception de son étoile sur le Boulevard Walk of Fame, à (Hollywood), en septembre 2012 |         |            |
| Awards | Lauréat | Nomination |
| Daytime Emmy Award                                                                                                 | 24      | 13         |
| Grammy Award | 0       | 2          |
| Golden Globe Award                                                                                                 | 0       | 3          |
| Primetime Emmy Award                                                                                               | 1       | 13         |
| Total | 58      | 54         |

## Daytime Emmy Awards
| Année | Award                                                                    | Pour                     | Résultat   |
| ----- | ------------------------------------------------------------------------ | ------------------------ | ---------- |
| 2004  | Outstanding Talk Show                                                    | The Ellen DeGeneres Show | Lauréat    |
| 2004  | Outstanding Talk Show Host                                               | The Ellen DeGeneres Show | Nomination |
| 2004  | Outstanding Special Class Writing                                        | The Ellen DeGeneres Show | Nomination |
| 2005  | Outstanding Talk Show                                                    | The Ellen DeGeneres Show | Lauréat    |
| 2005  | Outstanding Talk Show Host                                               | The Ellen DeGeneres Show | Lauréat    |
| 2005  | Outstanding Special Class Writing                                        | The Ellen DeGeneres Show | Lauréat    |
| 2006  | Outstanding Talk Show                                                    | The Ellen DeGeneres Show | Lauréat    |
| 2006  | Outstanding Talk Show Host                                               | The Ellen DeGeneres Show | Lauréat    |
| 2006  | Outstanding Special Class Writing                                        | The Ellen DeGeneres Show | Lauréat    |
| 2007  | Outstanding Talk Show                                                    | The Ellen DeGeneres Show | Lauréat    |
| 2007  | Outstanding Talk Show Host                                               | The Ellen DeGeneres Show | Lauréat    |
| 2007  | Outstanding Special Class Writing                                        | The Ellen DeGeneres Show | Lauréat    |
| 2008  | Outstanding Talk Show Entertainment                                      | The Ellen DeGeneres Show | Nomination |
| 2008  | Outstanding Talk Show Host                                               | The Ellen DeGeneres Show | Lauréat    |
| 2008  | Outstanding Special Class Writing                                        | The Ellen DeGeneres Show | Nomination |
| 2009  | Outstanding Talk Show Entertainment                                      | The Ellen DeGeneres Show | Nomination |
| 2009  | Outstanding Talk Show Host                                               | The Ellen DeGeneres Show | Nomination |
| 2009  | Outstanding Special Class Writing                                        | The Ellen DeGeneres Show | Nomination |
| 2009  | Outstanding Promotional Announcement - Institutional                     | The Ellen DeGeneres Show | Lauréat    |
| 2010  | Outstanding Talk Show Entertainment                                      | The Ellen DeGeneres Show | Lauréat    |
| 2010  | Outstanding New Approaches - Daytime Entertainment                       | The Ellen DeGeneres Show | Nomination |
| 2010  | Outstanding Special Class Writing                                        | The Ellen DeGeneres Show | Nomination |
| 2011  | Outstanding Talk Show Entertainment                                      | The Ellen DeGeneres Show | Lauréat    |
| 2011  | Outstanding Promotional Announcement - Institutional                     | The Ellen DeGeneres Show | Lauréat    |
| 2011  | Outstanding Special Class Writing                                        | The Ellen DeGeneres Show | Lauréat    |
| 2011  | Outstanding New Approaches - Daytime Entertainment                       | The Ellen DeGeneres Show | Nomination |
| 2012  | Outstanding Talk Show Entertainment                                      | The Ellen DeGeneres Show | Nomination |
| 2012  | Outstanding New Approaches - Daytime Entertainment                       | The Ellen DeGeneres Show | Nomination |
| 2012  | Outstanding Promotional Announcement - Institutional                     | The Ellen DeGeneres Show | Nomination |
| 2012  | Outstanding Promotional Announcement - Institutional                     | The Ellen DeGeneres Show | Lauréat    |
| 2012  | Outstanding Special Class Writing                                        | The Ellen DeGeneres Show | Lauréat    |
| 2013  | Outstanding Talk Show Entertainment                                      | The Ellen DeGeneres Show | Lauréat    |
| 2013  | Outstanding Special Class Writing                                        | The Ellen DeGeneres Show | Lauréat    |
| 2013  | Outstanding New Approaches - Enhancement to a Daytime Program or Series  | The Ellen DeGeneres Show | Lauréat    |
| 2014  | Outstanding Talk Show Entertainment                                      | The Ellen DeGeneres Show | Lauréat    |
| 2014  | Outstanding Special Class Writing                                        | The Ellen DeGeneres Show | Lauréat    |
| 2014  | Outstanding New Approaches - Enhancement to a Daytime Program or Series' | The Ellen DeGeneres Show | Lauréat    |

## Golden Globe Awards
| Année | Award                                                          | Pour  | Résultat   |
| ----- | -------------------------------------------------------------- | ----- | ---------- |
| 1995  | Meilleure actrice dans une série télévisée musicale ou comique | Ellen | Nomination |
| 1996  | Meilleure actrice dans une série télévisée musicale ou comique | Ellen | Nomination |
| 1998  | Meilleure actrice dans une série télévisée musicale ou comique | Ellen | Nomination |
| 2020  | Carol Burnett Award                                            | NC    | Lauréat    |

## Grammy Awards
| Année | Award                  | Pour                  | Résultat   |
| ----- | ---------------------- | --------------------- | ---------- |
| 2005  | Best Comedy Album      | The Funny Thing Is... | Nomination |
| 2013  | Best Spoken Word Album | Seriously…I'm Kidding | Nomination |

## People's Choice Awards
| Année | Award                                        | Pour                     | Résultat   |
| ----- | -------------------------------------------- | ------------------------ | ---------- |
| 1995  | Favorite Female Performer in a New TV Series | Ellen                    | Lauréat    |
| 2005  | Favorite Daytime Talk Show Host              | The Ellen DeGeneres Show | Lauréat    |
| 2005  | Favorite Funny Female Star                   | The Ellen DeGeneres Show | Lauréat    |
| 2006  | Favorite Daytime Talk Show Host              | The Ellen DeGeneres Show | Lauréat    |
| 2006  | Favorite Funny Female Star                   | The Ellen DeGeneres Show | Lauréat    |
| 2007  | Favorite Talk Show Host                      | The Ellen DeGeneres Show | Lauréat    |
| 2007  | Favorite Funny Female Star                   | The Ellen DeGeneres Show | Lauréat    |
| 2008  | Favorite Talk Show Host                      | The Ellen DeGeneres Show | Lauréat    |
| 2008  | Favorite Funny Female Star                   | The Ellen DeGeneres Show | Lauréat    |
| 2009  | Favorite Talk Show Host                      | The Ellen DeGeneres Show | Lauréat    |
| 2009  | Favorite Funny Female Star                   | The Ellen DeGeneres Show | Nomination |
| 2011  | Favorite Talk Show Host                      | The Ellen DeGeneres Show | Nomination |
| 2012  | Favorite Daytime TV Host                     | The Ellen DeGeneres Show | Lauréat    |
| 2013  | Favorite Daytime TV Host                     | The Ellen DeGeneres Show | Lauréat    |
| 2014  | Favorite Daytime TV Host                     | The Ellen DeGeneres Show | Lauréat    |

## Primetime Emmy Awards
| Année | Award | Pour | Résultat |
| ----- | ----- | ---- | -------- |

## Producers Guild of America Awards
| Année | Award                                                        | Pour                     | Résultat   |
| ----- | ------------------------------------------------------------ | ------------------------ | ---------- |
| 2005  | Outstanding Producer of Variety Television                   | The Ellen DeGeneres Show | Lauréat    |
| 2006  | Outstanding Producer of Variety Television                   | The Ellen DeGeneres Show | Lauréat    |
| 2007  | Outstanding Producer of Variety Television                   | The Ellen DeGeneres Show | Nomination |
| 2012  | Outstanding Producer of Live Entertainment & Talk Television | The Ellen DeGeneres Show | Nomination |

## Screen Actors Guild Awards
| Année | Award                                                        | Pour  | Résultat   |
| ----- | ------------------------------------------------------------ | ----- | ---------- |
| 1995  | Outstanding Performance by a Female Actor in a Comedy Series | Ellen | Nomination |
| 1997  | Outstanding Performance by a Female Actor in a Comedy Series | Ellen | Nomination |
| 1998  | Outstanding Performance by a Female Actor in a Comedy Series | Ellen | Nomination |

## Teen Choice Awards
| Année | Award           | Pour                     | Résultat |
| ----- | --------------- | ------------------------ | -------- |
| 2010  | Choice Comedian | The Ellen DeGeneres Show | Lauréat  |
| 2011  | Choice Comedian | The Ellen DeGeneres Show | Lauréat  |
| 2012  | Choice Comedian | The Ellen DeGeneres Show | Lauréat  |
| 2013  | Choice Comedian | The Ellen DeGeneres Show | Lauréat  |